# جوني دا سيلفا
جوني دا سيلفا (بالإسبانية: Jhonny da Silva)‏ هو لاعب كرة قدم أوروغواياني في مركز حراسة المرمى، ولد في 21 أغسطس 1991 في باندو، أوروغواي ‏ في الأوروغواي. شارك مع منتخب الأوروغواي تحت 20 سنة لكرة القدم. أما مع النوادي، فقد لعب مع أتليتيكو هويلا والتانك سيلي ونويفا شيكاجو.

## وصلات خارجية
- جوني دا سيلفا على موقع قاعدة بيانات كرة القدم.إي يو (الإنجليزية)
- جوني دا سيلفا على موقع Soccerway.com (الإنجليزية)
- جوني دا سيلفا على موقع عالم كرة القدم.نت (الإنجليزية)
- جوني دا سيلفا على موقع AS.com (الإسبانية)